# Règle de f/16
 (février 2023).
Si vous disposez d'ouvrages ou d'articles de référence ou si vous connaissez des sites web de qualité traitant du thème abordé ici, merci de compléter l'article en donnant les références utiles à sa vérifiabilité et en les liant à la section « Notes et références ».

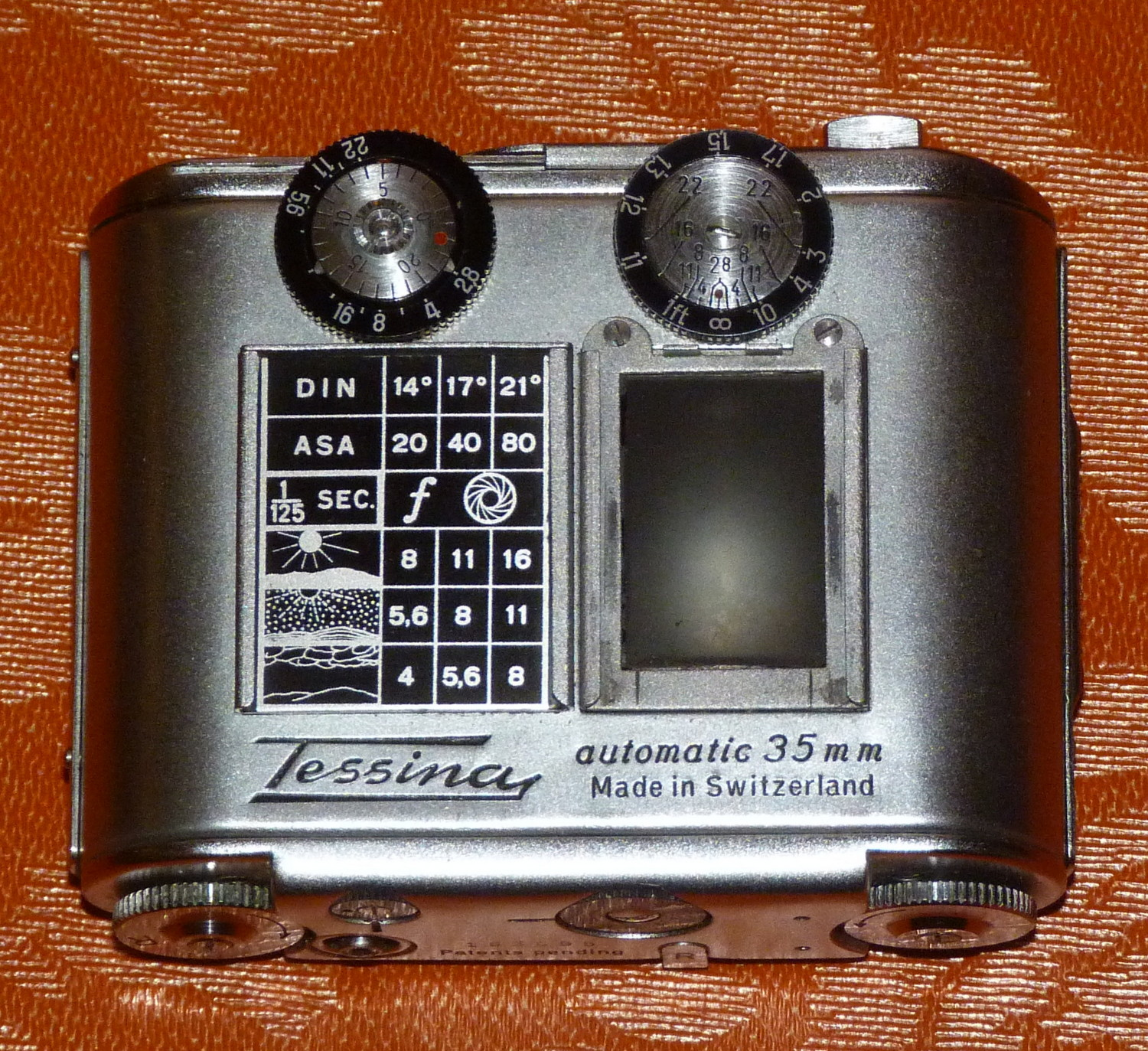
Appareil photographique Tessina automatic 35 des années 1960 avec sa table d'exposition. Cette dernière permet d'estimer l'exposition sans posomètre, en suivant le principe de la règle de f/16.

En photographie, la règle de f/16 est une méthode d’estimation de l’exposition sans posemètre ou lorsque les conditions lumineuses peuvent perturber ce dernier. Elle permet en particulier de vérifier l'exposition de sujets très clairs ou très sombres car, contrairement aux posemètres, elle se base sur la lumière incidente et non pas sur la lumière réfléchie par le sujet.
Selon cette règle, une scène ensoleillée doit être exposée à une vitesse équivalente à la sensibilité ISO de la surface sensible pour une ouverture de f/16. Soit, pour une sensibilité de 100 ISO et une ouverture de f/16, une vitesse de 1/125 seconde (qui est généralement la vitesse disponible la plus proche du centième de seconde).
La règle se décline ensuite selon les principes généraux de l’exposition :
- toujours à 100 ISO, l’exposition sera de 1/250 seconde pour une ouverture de f/11 ;
- à 200 ISO, l’exposition sera de 1/250 seconde pour une ouverture de f/16 ou 1/500 pour une ouverture de f/11 ;
- etc.

Le tableau suivant indique l’ouverture à régler pour conserver une vitesse numériquement égale à la valeur ISO de la sensibilité en fonction des différentes conditions lumineuses :
| Ouverture | Luminosité                       |
| --------- | -------------------------------- |
| f/22      | Soleil sur neige ou sable clair  |
| f/16      | Soleil brillant (ombres nettes)  |
| f/11      | Soleil voilé (ombres douces)     |
| f/8       | Clair mais nuageux (sans ombres) |
| f/5,6     | Très nuageux ou ombre découverte |
| f/4       | Soleil couchant                  |
| + 0,5 IL  | Contre-jour                      |